# Wiesenspinner
Die Wiesenspinner (Lemoniidae), auch Herbstspinner genannt, sind eine Familie der Schmetterlinge (Lepidoptera). Die Vertreter der Wiesenspinner wurden ursprünglich zu den Glucken (Lasiocampidae) gestellt. Den Wiesenspinnern werden heute weltweit etwa 20 Arten zugerechnet. In Europa kommen davon fünf Arten vor, davon leben zwei auch in Mitteleuropa. Beide Arten sind nur sehr lokal und selten anzutreffen.
Neuere, phylogenomische Arbeiten, bei denen die Verwandtschaftsverhältnisse anhand des Vergleichs homologer DNA-Sequenzabschnitte ermittelt werden, haben ergeben, dass die Familie der Brahmaspinner (Brahmaeidae) nicht nur, wie früher angenommen, nahe verwandt mit den Wiesenspinnern ist, sondern dass beide Familien zueinander paraphyletisch sind. Seit 2008 werden die zugehörigen Gattungen daher meist den Brahmaeidae zugeordnet. Der Familienname Lemoniidae wäre in diesem Falle ein Synonym dazu.

## Merkmale
Die mittelgroßen bis großen Falter haben einen gedrungenen Körperbau und breite Flügel. Die Adern R2 – R5 sind mit M1 gestielt, was die Wiesenspinner von den Glucken unterscheidet.
Die Fühler sind bei beiden Geschlechtern bis zur Spitze gekämmt, bei manchen Arten ist sogar eine dritte Reihe von Zähnchen, beispielsweise auf der Fühlerunterseite ausgebildet. Die Facettenaugen sind unbehaart, sind aber häufig nach vorne hin bewimpert. Punktaugen und Maxillarpalpen sind ebenso wie ein Saugrüssel nicht ausgebildet. Die dreigliedrigen Labialpalpen sind entweder mäßig entwickelt oder eher kurz. Die Vorderbeine sind zum Graben modifiziert.
Die Arten unterscheiden sich von den übrigen Schmetterlingsfamilien durch das Fehlen eines Saugrüssels, durch kurze Schienen (Tibien) und zwei sehr kräftig ausgebildete Stachel an der Außenseite des ersten Tarsengliedes, die in entgegengesetzte Richtungen zeigen, an den Vorderbeinen, durch Tibien an den Hinterbeinen, die keine mittigen, langen Dorne tragen und durch das Fehlen der Frenulum-Borsten an den Hinterflügeln bei beiden Geschlechtern.
Die Eier sind vom aufrechten Typ und sind halbkugelig bis nahezu kugelig und besitzen eine weiche Außenschale (Chorion). Sie werden in Gruppen abgelegt.
Die Raupen besitzen eine lange und starke Behaarung, sie ist lediglich beim Habichtskrautspinner und bei der Gattung Sabalia im letzten Raupenstadium nicht lang. Spinndrüsen sind nicht vorhanden, so dass die Larven keine Kokons herstellen können.

## Verbreitung
Die Vertreter der Wiesenspinner sind von Europa bis Zentralasien und im Mittelmeerraum anzutreffen. Die Gattung Lemonia ist paläarktisch verbreitet und hat ihr Hauptverbreitungsgebiet im Mittelmeerraum und dem Mittleren Osten. Die Gattung Sabalia hat den Schwerpunkt ihrer Verbreitung in Ostafrika.

## Lebensweise
Die Imagines sind in der Regel nachtaktiv, es gibt jedoch auch tag- und nachtaktive Arten, deren Facettenaugen kleiner ausgebildet sind. Beispielsweise fliegen die Männchen des Habichtskrautspinners (Lemonia dumi) am Tage bei hellem Sonnenschein in schnellem, unstetem Flug auf der Suche nach Weibchen umher, sie lassen sich jedoch auch nachts durch künstliches Licht anlocken. Die Flügel werden in Ruhestellung dachartig über dem Hinterleib zusammengefaltet, wobei der Vorderrand der Hinterflügel oft darunter hervorsteht.
Die Raupen der Gattung Lemonia ernähren sich hauptsächlich von Löwenzahn (Taraxacum), Habichtskräutern (Hieracium) und Gänsedisteln (Sonchus), allesamt aus der Familie der Korbblütler (Asteraceae). Von den Raupen der Art Sabalia tippelskirchi ist bekannt, dass sie gesellig an Euphorbia granti fressen.

## Systematik
Der Familie, in der klassischen Abgrenzung nach Minet werden zwei Gattungen, Lemonia und Sabalia zugeordnet. Gelegentlich wird auch eine dritte Gattung, Spiramiopsis genannt.
Eine nahe Verwandtschaft mit den Brahmaspinnern wurde aufgrund morphologischer Merkmale schon länger vermutet. Dies wird unter anderem auf die Aderung der Hinterflügel gestützt. Nach genetischen Daten wurde eine Verwandtschaftsgruppe innerhalb der Bombycoidea aufgestellt, die die Apatelodidae, Eupterotidae, Brahmaeidae und Lemoniidae umfasst. Eine Studie durch Andreas Zwick ergab dann, dass die Gattungen Sabalia und Dactyloceras Schwestergruppen sind, wodurch die früheren Familien Lemoniidae und Brahmaeidae gegeneinander paraphyletisch wurden. Zwick synonymisierte daraufhin beide Familien unter dem Namen Brahmaeidae. Dieser Auffassung sind die meisten späteren Autoren gefolgt.
Nachstehend werden alle in Europa vorkommenden Arten der Gattung Lemonia gelistet, die in Mitteleuropa heimischen Arten sind gesondert (A, CH, D) gekennzeichnet:
- Lemonia balcanica (Herrich-Schäffer, 1847)
- Lemonia ballioni (Christoph, 1888)
- Habichtskrautspinner, Lemonia dumi (Linnaeus, 1761) (A, CH, D)
- Lemonia philopalus (Donzel, 1842)
- Löwenzahnspinner, Lemonia taraxaci (Denis & Schiffermüller, 1775) (A, CH, D)

## Gefährdung und Schutz
Die Wiesenspinner sind hauptsächlich gefährdet durch Kultivierungsmaßnahmen an Brachen und Feuchtbiotopen, in Mitteleuropa darüber hinaus auch durch den Einsatz von Herbiziden und Düngemitteln in der Landwirtschaft.  Die beiden in Deutschland vorkommenden Arten Lemonia dumi und Lemonia taraxaci sind durch die Bundesartenschutzverordnung (BArtSchV) Anlage 1 besonders geschützt bzw. streng geschützt. Die Rote Liste gefährdeter Tiere Deutschlands führt Lemonia taraxaci in der Kategorie 1 (vom Aussterben bedroht) und Lemonia dumi in der Kategorie 2 (stark gefährdet).